# Adone Stellin
Adone Stellin (3. březen 1921 Schio, Italské království – 14. květen 1996 Padova, Itálie) byl italský fotbalový obránce.
Nejvíce sezon strávil v Bari. Nastoupil do 79 prvoligových utkání.
Za reprezentaci odehrál dvě utkání a to na OH 1948.

## Úspěchy

### Reprezentační
- 1× na OH (1948)